# Millard Fillmore
Millard Fillmore (Summerhill, 7 gennaio 1800 – Buffalo, 8 marzo 1874) è stato un politico statunitense, 13º presidente degli Stati Uniti d'America (1850-1853).

## Biografia

### I primi anni
Millard Fillmore nacque il 7 gennaio 1800 in una capanna nella foresta di Locke, nello Stato di New York (la odierna Summerhill), da una famiglia di agricoltori, Phoebe Millard e Nathaniel Fillmore. Poiché i genitori erano molto poveri, fin da bambino Fillmore dovette aiutarli lavorando duramente, sia nei campi sia esercitando la professione di cardatore di lana.
Quando gli fu possibile riuscì a frequentare la scuola del villaggio di New Hope; lesse il suo primo libro soltanto a 19 anni. Nello stesso periodo il giovane Millard ricevette la protezione di un facoltoso uomo di legge locale, che lo prese in servizio presso di sé come scrivano e gli permise di frequentare i corsi di giurisprudenza a Buffalo, laureandosi e divenendo un avvocato di campagna. Il 5 febbraio 1826 Fillmore si sposò con la sua antica maestra, la signora Abigail Fillmore Powers, più grande di lui di due anni, che continuò la sua carriera di insegnante fino alla nascita del primo figlio, Millard Powers Fillmore, nel 1828, seguito quattro anni dopo dalla sorella Mary Abigail.

### La carriera politica
Ben presto Fillmore riuscì a farsi un certo nome grazie alla sua carriera forense, e ciò gli spianò la strada in politica. Infatti a 29 anni fu eletto deputato dello Stato di New York mantenendo la carica per quattro anni, fino al 1832, quando si candidò con il Partito Whig alle elezioni per la Camera dei Rappresentanti del Congresso a Washington, riconfermandosi senza interruzioni fino al 1843.
Stanco della vita a Washington, decise di non ricandidarsi nel 1843 e lasciò momentaneamente la vita politica (anche se verrà proposto per le elezioni presidenziali del 1844), dedicandosi alla sua professione di avvocato, finché nel 1847, a grande maggioranza, venne scelto come controllore per lo Stato di New York.
A questo punto il suo partito lo scelse come candidato vicepresidente degli Stati Uniti d'America alle elezioni presidenziali del 1848, che videro la vittoria del candidato Whig, il generale Zachary Taylor, eroe della guerra messico-statunitense.

### La presidenza
Insediatosi come vice del 12º presidente degli Stati Uniti Taylor il 4 marzo 1849, Fillmore subentrò a quest'ultimo il 9 luglio 1850 a causa della sua morte per via di una congestione di stomaco. Durante il suo mandato Fillmore, che era favorevole al compromesso del 1850 cui si era opposto il suo predecessore, applicò la legge sugli schiavi fuggiaschi istituita da Taylor, mitigandola al contempo con un compromesso in materia razziale.
Era questo un modo per cercare di attenuare le crescenti tensioni esistenti tra gli Stati del Nord abolizionisti e quelli del Sud schiavisti, controversie che sarebbero sfociate nella guerra di secessione. Questa politica di conciliazione però gli avrebbe alienato gli esponenti più radicali del suo stesso partito, privandolo così di un sostegno cruciale per la sua azione politica.
Un avvenimento importante del suo governo fu l'avvio dei rapporti commerciali col Giappone, forzando il Paese asiatico ad accettare le merci americane con l'uso della flotta militare. Infatti, dopo l'annessione della California, Fillmore ritenne che gli Stati Uniti potessero espandere liberamente la propria sfera economica nella zona del Pacifico: per questo mandò in Oriente, verso la fine del 1852, una squadra navale al comando del commodoro Matthew C. Perry, che l'8 luglio 1853 sbarcò nella baia di Uraga, presso Tokyo, forzando i giapponesi a sottoscrivere più tardi trattati commerciali vantaggiosi per gli Stati Uniti (i cosiddetti "Trattati ineguali").
Il Presidente Fillmore, inoltre, si oppose alla richiesta, che proveniva da gran parte dagli Stati del Sud, di conquistare la Capitaneria generale di Cuba, all'epoca possedimento dell'impero spagnolo.

### Gli ultimi anni
Privo dell'appoggio dei radicali Whig per via della sua politica moderata sulla schiavitù, Fillmore non venne candidato alla presidenza e alle elezioni di novembre del 1852 la vittoria toccò al democratico Franklin Pierce, insediatosi il 4 marzo 1853.
Tuttavia Fillmore rimase in politica e tentò anche di candidarsi come capo del Partito Americano alle elezioni presidenziali del 1856 contro James Buchanan, ma fu sconfitto, arrivando al terzo posto. In seguito condusse vita ritirata, non prendendo parte attiva agli avvenimenti della guerra civile. Sul lato familiare, rimasto vedovo fin dal 30 marzo 1853 della moglie Abigail, l'ex-presidente si risposò nel 1858 con Caroline Carmichael McIntosh, una facoltosa vedova di Buffalo, con la quale rimase fino alla morte, avvenuta l'8 marzo 1874 proprio a Buffalo. Il suo corpo venne sepolto presso il Forest Lawn Cemetery di Buffalo.